# Lijst van oorlogsmonumenten in Asten
De Nederlandse gemeente Asten heeft een aantal oorlogsmonumenten. Hieronder een overzicht.
| Nr.                             | Object                  | Herdachte groep | Ontwerper                                                   | Onthulling        | Type            | Locatie                    | Plaats  | Coördinaten                   | Foto                    |
| ------------------------------- | ----------------------- | --- | ----------------------------------------------------------- | ----------------- | --------------- | -------------------------- | ------- | ----------------------------- | ----------------------- |
| 496                             | De Gevallen Mens        | allen, militairen in dienst van het Ned. Kon. 1940-1945, burgerslachtoffers, burgers voormalig Nederlands-Indië      | A. Kusters-Leenders; Klokkengieterij Eijsbouts (plaquettes) | 1968              | beeld/sculptuur | Moussaultstraat, 5721      | Asten   | 51° 24' 5" NB, 5° 44' 42" OL  | De Gevallen Mens        |
| 2536                            | Kruis in 'Niemandsland' | overig |                                                             | 1949              | kruis           | Pijlstaartweg 13, 5721 SK  | Asten   | 51° 23' 27" NB, 5° 49' 37" OL | Kruis in 'Niemandsland' |
| 2801                            | Oorlogsmonument         | militairen in dienst van het Ned. Kon. na 1945, militairen in dienst van het Ned. Kon. 1940-1945, burgerslachtoffers |                                                             |                   | plaquette       | Vortstermansplein          | Heusden | 51° 44' 5" NB, 5° 8' 14" OL   | Oorlogsmonument         |
| 2964                            | Lancaster-monument      | geallieerde militairen                                                                                               | Jan Berkers (1934)                                          | 1 juni 2006       | gedenksteen     | 'De Berken'                | Asten   | 51° 25' 16" NB, 5° 46' 6" OL  | Lancaster-monument      |
| Dit oorlogsmonument op Wikidata | Herdenkingsmonument     | burgerslachtoffers                                                                                                   |                                                             | 22 september 2019 | gedenkbeeld     | Kennisstraat               | Ommel   | 51° 25' 15" NB, 5° 45' 18" OL | Herdenkingsmonument     |
|                                 | Stolpersteine           | vervolgden Nederland                                                                                                 | Gunter Demnig                                               |                   | plaquette       | Zie Stolpersteine in Asten | Asten   |                               |                         |

Alphen-Chaam ·
Altena ·
Asten ·
Baarle-Nassau ·
Bergeijk ·
Bergen op Zoom ·
Bernheze ·
Best ·
Bladel ·
Boekel ·
Boxtel ·
Breda ·
Cranendonck ·
Deurne ·
Dongen ·
Drimmelen ·
Eersel ·
Eindhoven ·
Etten-Leur ·
Geertruidenberg ·
Geldrop-Mierlo ·
Gemert-Bakel ·
Gilze en Rijen ·
Goirle ·
Halderberge ·
Heeze-Leende ·
Helmond ·
's-Hertogenbosch ·
Heusden ·
Hilvarenbeek ·
Laarbeek ·
Land van Cuijk ·
Loon op Zand ·
Maashorst ·
Meierijstad ·
Moerdijk ·
Nuenen, Gerwen en Nederwetten ·
Oirschot ·
Oisterwijk ·
Oosterhout ·
Oss ·
Reusel-De Mierden ·
Roosendaal ·
Rucphen ·
Sint-Michielsgestel ·
Someren ·
Son en Breugel ·
Steenbergen ·
Tilburg ·
Valkenswaard ·
Veldhoven ·
Vught ·
Waalre ·
Waalwijk ·
Woensdrecht ·
Zundert